# Frances Dana Barker Gage
Frances Dana Barker Gage (ur. 12 października 1808, zm. 10 listopada 1884) – amerykańska działaczka społeczna, abolicjonistka, pisarka i poetka.

## Życiorys
Frances Dana Barker Gage urodziła się jako Frances Dana Barker 12 października 1808 w mieście Marietta w stanie Ohio. jej rodzicami byli Joseph Barker i Elizabeth Dana. Duży wpływ miała na nią również babcia Mary Bancroft Dana, mieszkająca w Belpre w Ohio, nieprzejednana przeciwniczka niewolnictwa. W 1828 poślubiła Jamesa Gage’a. Mąż Frances podzielał jej poglądy i wspierał ją w działalności pomocowej. Małżonkowie dochowali się ośmiorga dzieci. Frances zajmowała się pracą dziennikarską. Od roku 1860 wydawała dwa pisma dla farmerów Ohio Cultivator i Field Notes. Jako działaczka społeczna sprzeciwiała się ostro niewolnictwu, pijaństwu i dyskryminacji kobiet. Była aktywna w latach bezpośrednio poprzedzających wojnę secesyjną, w czasie samej wojny i krótko po niej. W 1851 przewodniczyła konwencji na temat równouprawniena kobiet, która odbywała się w Acron w Ohio.  W 1861 wraz z J. Elizabeth Jones i Hannah Tracy Cutler przeforsowała stanową ustawę przyznającą kobietom ograniczone prawo dziedziczenia majątków. W trakcie działań wojennych była kierowniczką obozu dla pięciuset byłych niewolników na Parris Island w stanie Karolina Południowa. Czterech jej synów walczyło po stronie Unii. W 1867 w wyniku wypadku doznała częściowego paraliżu, który zakończył jej działalność publiczną. Zmarła 10 listopada 1884 w Greenwich w stanie Connecticut. Została pochowana na Second Congregational Church Cemetery w Greenwich.

## Twórczość
Frances Dana Barker Gage, używająca pseudonimu Aunt Fanny, była autorką wielu artykułów prasowych, powieści, opowiadań dla dzieci i wierszy. Twórczość literacką traktowała jako źródło funduszy na działalność społeczną. Wydała między innymi tom Poems (1867). Znalazły się w nim wiersze Don’t Go to California, Don’t Run in Debt, Autumn Days in Carolina, My Mary, The Last Hour of the Year, Lines Written While Passing teh Great Rocks on the Missisipi River, When This Old Ring Was New, The Wife, Adam’s Thanksgiving for Eve i czteroczęściowy poemat Ben Fischer. Home Pictures